# 19号美国国道
19号美国国道（英語：U.S. Route 19）是一条南北方向的美国国道。该公路连接了墨西哥湾和伊利湖，全长1,438英里。